# Liste der größten Auslegerbrücken

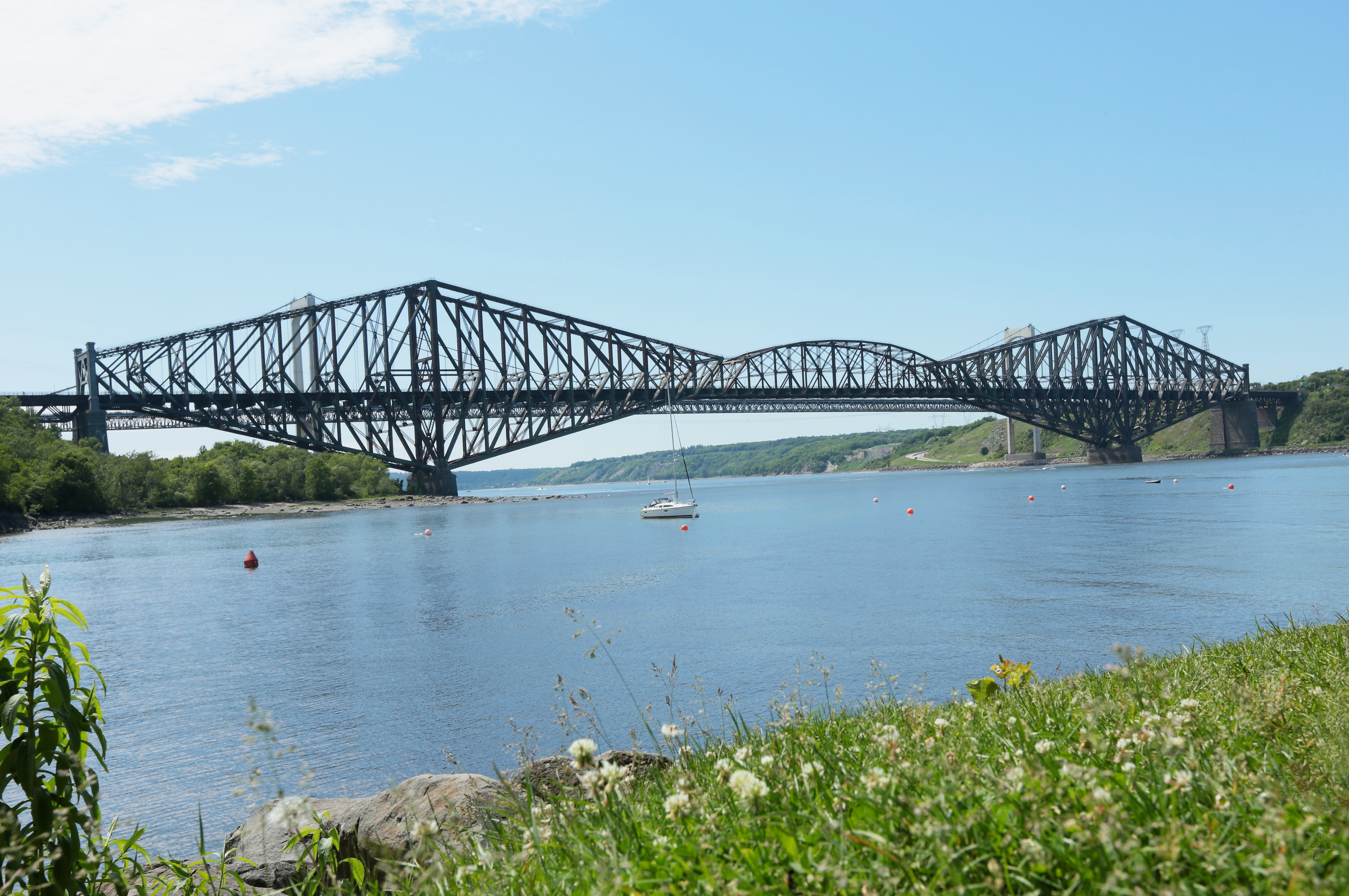
Pont de Québec, größte Auslegerbrücke der Welt

Die Liste der größten Auslegerbrücken ordnet Auslegerbrücken nach der größten Spannweite. Die Spannweite muss 750 Fuß (229 m) oder mehr betragen, um in die Liste aufgenommen zu werden.

## Liste
| Foto | Rang | Name                                                          | überbrückt                                   | Spann- weite m | Gesamt- länge m | Lichte Höhe m | Material      | Fertig- stellung           | Schiene / Straße | Land                   |
| --- | ---- | ------------------------------------------------------------- | -------------------------------------------- | -------------- | --------------- | ------------- | ------------- | -------------------------- | ---------------- | ---------------------- |
| Pont de Québec, eine beeindruckende Stahl-Fachwerkbrücke in Québec, Kanada. Sie ist nachts aufgenommen und wird von mehreren Lichtern beleuchtet, die ihre Struktur hervorheben und einen starken Kontrast zum dunklen Himmel schaffen. Der Mond ist am Himmel sichtbar und trägt zur nächtlichen Atmosphäre bei. Die Brücke überspannt ein Gewässer, und im Vordergrund sind Felsen sowie entfernte Lichter von Gebäuden oder anderen Strukturen am Ufer zu erkennen. Die filigrane Konstruktion der Stahlträger wird durch die Beleuchtung besonders betont und zeigt die technischen und architektonischen Details der Brücke. | 1.   | Pont de Québec                                                | Sankt-Lorenz-Strom                           | 549            | 987             | 46            | Stahl         | 1917                       | Schiene Straße   | Kanada                 |
| Forth Bridge, ein großes und beeindruckendes Bauwerk aus rotem Stahl, das sich in gewaltigen Bögen über einen breiten Fluss spannt – den Firth of Forth in Schottland. Die Brücke hat drei große, auffällige Bögen mit vielen schrägen und senkrechten Verstrebungen, die an ein Gitter erinnern. Sie ruht auf massiven, steinernen Pfeilern, die im Wasser stehen. Im Vordergrund ist Wasser zu sehen, in dem kleine Boote fahren. Am rechten Bildrand führt ein Betondamm mit Straßenlampen ins Wasser. Der Himmel ist blau mit einigen weißen, bauschigen Wolken.Im Hintergrund sieht man eine grüne Hügellandschaft und einige Häuser entlang des Ufers. Die Brücke wirkt massiv, technisch eindrucksvoll und dominiert die Szenerie deutlich. | 2.   | Forth Bridge                                                  | Firth of Forth                               | 521 × 2        | 2500            | 46            | Stahl         | 1890                       | Schiene          | Vereinigtes Königreich |
| Minato Ohashi Osaka ist eine große, rote Stahlbrücke, die sich in einem weiten Bogen über die Bucht von Osake spannt. Es handelt sich um eine sogenannte Fachwerkbrücke, bei der das Tragwerk aus einem Gitter aus diagonalen und senkrechten Stahlträgern besteht. Diese Gitterstruktur ist deutlich zu erkennen und gibt der Brücke ein technisch-filigranes Aussehen, trotz ihrer Größe.Die Brücke hat ein durchgehendes Tragwerk mit einem großen Hauptbogen in der Mitte und kleineren Seitenteilen, die auf massiven Stahlstützen oder Pfeilern ruhen. Sie ist fast vollständig in einem kräftigen Rot gestrichen und wirkt sehr modern und gut gepflegt. Der Fluss im Vordergrund ist breit und ruhig, mit leicht gekräuselter Wasseroberfläche. Am linken Bildrand sieht man eine Ufermauer aus Beton, die ins Wasser hineinragt. In der Luft über dem Wasser fliegt eine einzelne Möwe mit weit ausgebreiteten Flügeln. Im Hintergrund der Brücke erkennt man eine Stadtlandschaft mit vielen Industrieanlagen, Kränen und Lagerhallen, wahrscheinlich ein Hafenbereich. Dahinter erstreckt sich eine flache Skyline mit Gebäuden, Schornsteinen und Kränen, typisch für einen Industriehafen oder ein Hafengebiet. Der Himmel ist hellblau mit einem leichten Schleier aus hohen, dünnen Wolken. Es scheint ein ruhiger, leicht diesiger Tag zu sein. | 3.   | Minato-Brücke                                                 | Bucht von Osaka                              | 510            | 983             | 51            | Stahl         | 1974/1990 (Unterdeck)      | Straße           | Japan                  |
| Commodore Barry Bridge ist eine große, stählerne Brücke, die sich in einem langen Bogen über den breiten Delaware River spannt. Es handelt sich um eine Fachwerk-Brücke mit einem typischen „durchlaufenden Trägerprofil“ – das bedeutet, die Stahlkonstruktion ist über die gesamte Länge oben offen, aber aus vielen diagonalen und vertikalen Streben zusammengesetzt, was der Brücke ein gitterartiges, luftiges Aussehen verleiht. Die Brücke besteht aus mehreren Abschnitten mit zwei besonders auffälligen, hochgezogenen Bogenspitzen im Mittelteil. Diese beiden Bögen treffen sich fast in der Mitte der Brücke und verlaufen in einem weichen „W“-förmigen Muster. An den höchsten Stellen tragen sie offenbar den Hauptteil des Verkehrs über die weiteste Wasserstelle. Die gesamte Struktur steht auf mehreren massiven, senkrechten Pfeilern, die tief im Flussbett verankert sind. Der Delaware River ist breit und braun gefärbt – vermutlich durch Sedimente oder Schlick. Die Wasseroberfläche ist ruhig, mit nur leichten Bewegungen, ohne sichtbare Wellen. Am anderen Ufer, im Hintergrund, erkennt man eine Industrie- oder Hafenlandschaft mit mehreren Gebäuden, Lagerhallen und Schornsteinen. Ein paar höhere Gebäude oder Silos ragen hervor. Der Himmel ist klar und leuchtend blau, ohne Wolken.                                 | 4.   | Commodore Barry Bridge                                        | Delaware River bei Chester (Pennsylvania)    | 501            | 2540            | 58,5          | Stahl         | 1974                       | Straße           | Vereinigte Staaten     |
| | 5.   | Crescent City Connection: Greater-New-Orleans-Brücke I und II | Mississippi bei New Orleans                  | 480            | 4093            | 52            | Stahl         | 1958 (Ost) und 1988 (West) | Straße           | Vereinigte Staaten     |
| | 6.   | Howrah Bridge (Rabindra-Brücke)                               | Hugli (Ganges) bei Kalkutta                  | 457            | 671             | 8,8           | Stahl         | 1943                       | Straße           | Indien                 |
| | 7.   | Gramercy Bridge                                               | Mississippi bei Gramercy                     | 445            | 945             | 50            | Stahl         | 1995                       | Straße           | Vereinigte Staaten     |
| | 8.   | Alte East-Bay-Brücke                                          | Bucht von San Francisco                      | 427            | 3102            | 46            | Stahl         | 1936 Rückbau ab 2013       | Straße           | Vereinigte Staaten     |
| | 9.   | Horace Wilkinson Bridge                                       | Mississippi bei Baton Rouge                  | 376            | 1387            | 53            | Stahl         | 1968                       | Straße           | Vereinigte Staaten     |
| | 10.  | Tappan Zee Bridge                                             | Hudson River bei Tarrytown (New York)        | 369            | 4881            | 42            | Stahl         | 1955 (2017 abgerissen)     | Straße           | Vereinigte Staaten     |
| | 11.  | Lewis and Clark Bridge                                        | Columbia River bei Longview (Washington)     | 366            | 2526            | 64            | Stahl         | 1930                       | Straße           | Vereinigte Staaten     |
| | 12.  | Queensboro Bridge                                             | East River                                   | 360            | 2470            | 40            | Stahl         | 1909                       | Straße           | Vereinigte Staaten     |
| | 13.  | Puente de las Américas                                        | Panamakanal                                  | 344            | 1654            | 61            | Stahl         | 1962                       | Straße           | Panama                 |
| | 14.  | Carquinez-Brücke                                              | Carquinez-Straße                             | 335 × 2        | 1056            | 43            | Stahl         | 1927 (abgerissen), 1958    | Straße           | Vereinigte Staaten     |
| | 15.  | Ironworkers Memorial Second Narrows Crossing                  | Burrard Inlet                                | 335            | 1292            |               | Stahl         | 1961                       | Straße           | Kanada                 |
| | 16.  | Pont Jacques-Cartier                                          | Sankt-Lorenz-Strom                           | 334            | 2687            | 49            | Stahl         | 1930                       | Straße           | Kanada                 |
| | 17.  | Hart Bridge                                                   | St. Johns River bei Jacksonville             | 332            | 1172            | 43            | Stahl         | 1967                       | Straße           | Vereinigte Staaten     |
| | 18.  | Shibanpo-Jangtse-Brücke Zweite Brücke                         | Jangtsekiang                                 | 330            | 1103            |               | Beton + Stahl | 2006                       | Straße           | Volksrepublik China    |
| | 19.  | Richmond–San Rafael Bridge                                    | San Francisco Bay                            | 326 × 2        | 8851            | 56            | Stahl         | 1956                       | Straße           | Vereinigte Staaten     |
| | 20.  | Cooper River Bridge                                           | Cooper River bei Charleston (South Carolina) | 320            | 3114            |               | Stahl         | 1929, 2006 abgerissen      | Straße           | Vereinigte Staaten     |
| | 21.  | Newburgh–Beacon Bridge bei Beacon (New York)                  | Hudson River bei                             | 305            | 2394 (Nord)     | 41            | Stahl         | 1963 (Nord), 1981 (Süd)    | Straße           | Vereinigte Staaten     |
| | 22.  | Martin Luther King Bridge                                     | Mississippi                                  | 294            | 1222            | 30            | Stahl         | 1950                       | Straße           | Vereinigte Staaten     |
| | 23.  | Story Bridge                                                  | Brisbane River                               | 282            | 777             | 30,5          | Stahl         | 1940                       | Straße           | Australien             |